# Tilloy-et-Bellay
Tilloy-et-Bellay ist eine französische Gemeinde mit 234 Einwohnern (Stand 1. Januar 2022) im Département Marne in der Region Grand Est (vor 2016 Champagne-Ardenne). Sie gehört zum Arrondissement Châlons-en-Champagne und zum Kanton Argonne Suippe et Vesle.

## Geographie
Tilloy-et-Bellay liegt rund 19 Kilometer ostnordöstlich von Châlons-en-Champagne. Nachbargemeinden sind Saint-Remy-sur-Bussy im Norden und Nordwesten, La Croix-en-Champagne im Nordosten, Auve im Osten sowie Somme-Vesle im Süden und Westen.
Durch die Gemeinde führt die Autoroute A4.

## Geschichte
1835 wurden die Ortschaften Tilloy und Bellay zur heutigen Gemeinde zusammengeschlossen.

## Bevölkerungsentwicklung
| Jahr                       | 1962 | 1968 | 1975 | 1982 | 1990 | 1999 | 2006 | 2011 | 2018 |
| -------------------------- | ---- | ---- | ---- | ---- | ---- | ---- | ---- | ---- | ---- |
| Einwohner                  | 170  | 164  | 159  | 205  | 224  | 234  | 224  | 233  | 226  |
| Quellen: Cassini und INSEE |      |      |      |      |      |      |      |      |      |

## Sehenswürdigkeiten

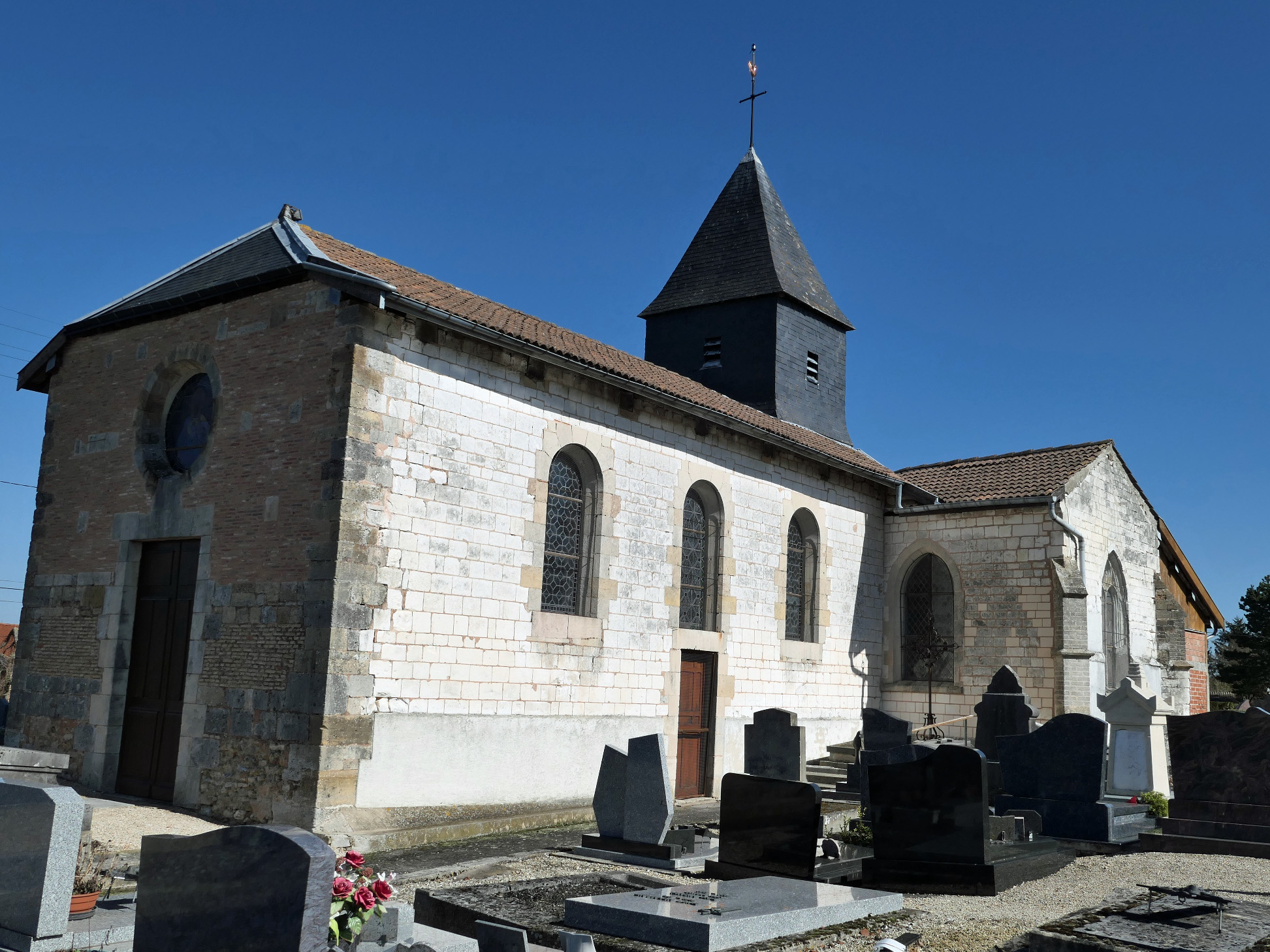
Kirche Sainte-Marie

- Kirche Sainte-Marie